# El Mas (Sant Mateu de Bages)
El Mas és una masia del municipi de Sant Mateu de Bages (Bages) inclosa en l'Inventari del Patrimoni Arquitectònic de Catalunya. Està situada a l'Espai d'Interès Natural Serra de Castelltallat, al sud-oest del municipi, a 2km a l'oest del nucli de Castelltallat.

## Descripció
Es tracta d'una masia orientada a migdia, de planta rectangular i coberta a doble vessant. Consta de planta baixa, un pis i les golfes.

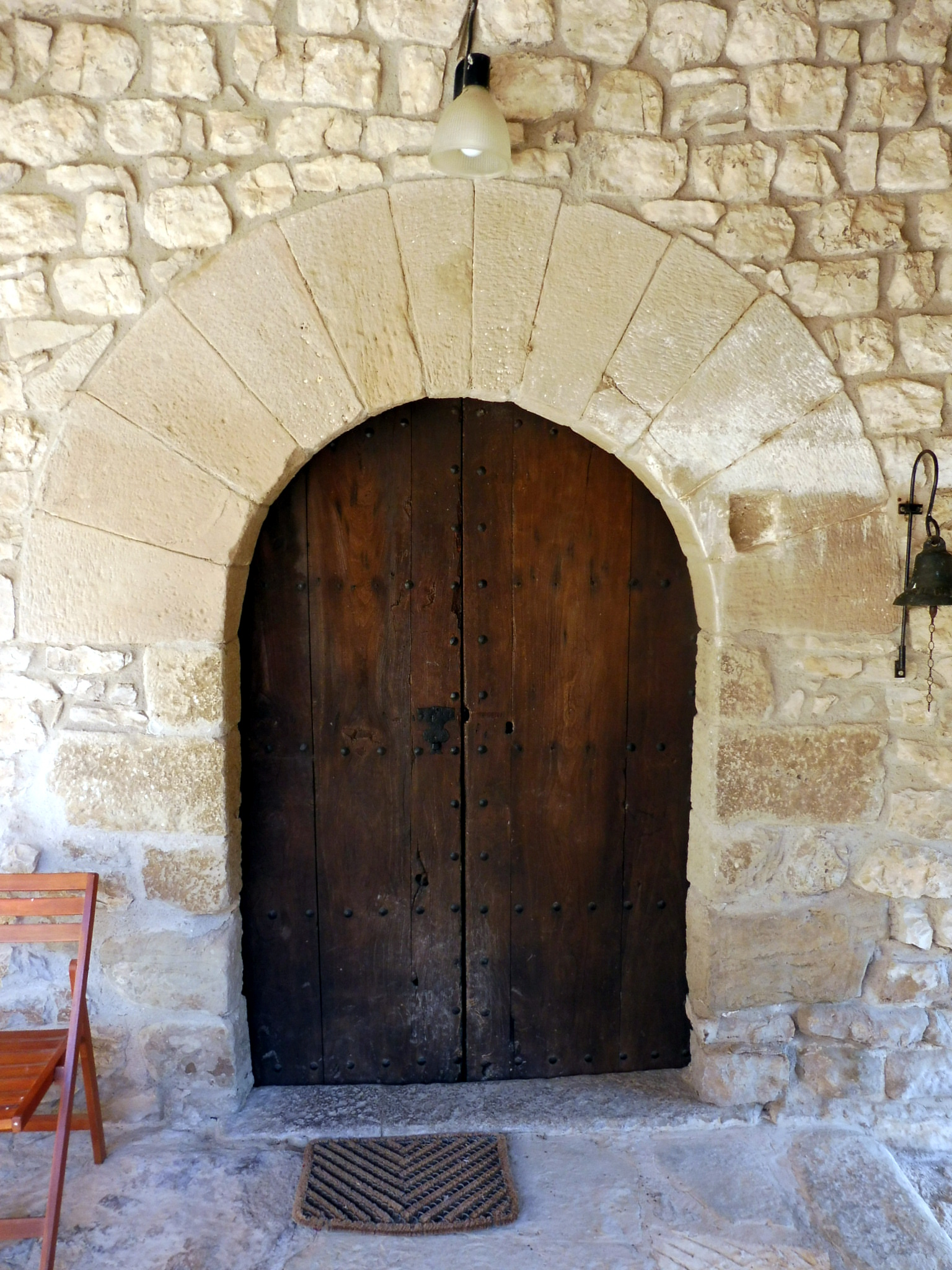
El portal

 A la cara sud s'obre un portal de mig punt adovellat, obrat amb dovelles grans i allargades. En el primer pis hi ha una finestra i una porxada, mentre que les obertures de la part superior són molt més petites. En una d'elles trobem la inscripció següent: "Miguel Soldevila a fet fer la pre-obra lo any 1850".
L'aparell és força irregular i és obrat amb carreus de diferents mides unides amb morter. Tres ferms estreps al cantó de ponent apuntalen la construcció. Adossada a aquesta cara oest hi ha una capelleta que porta la data de 1871. La casa es clou amb un barri per la banda meridional.

## Història
Per la inscripció que hi ha a la part alta de la façana principal, cantó de migdia, se sap que l'impulsor de l'obra fou Miquel Soldevila, l'any 1850.
Actualment és propietat de la masia Biosca de la mateixa contrada i ha estat totalment rehabilitada per dedicar-la al turisme rural.